# Любимов, Павел Яковлевич (вице-адмирал)
Па́вел Я́ковлевич Люби́мов (24 сентября 1862 — не ранее 1917) — русский военный моряк, вице-адмирал.

## Биография
В 1882 году окончил Морское училище. Участвовал в подавлении восстания ихэтуаней в Китае. С 28 апреля 1903 года — командир миноносца «Пронзительный», с 20 ноября 1904 — минного крейсера «Московитянин», с 2 октября 1906 — учебного судна «Воин».
В чине капитана 1-го ранга являлся командиром эскадренного броненосца «Цесаревич» (19.05.1908 — 10.01.1911). Командуя этим кораблём, в декабре 1908 — январе 1909 годов принял участие в помощи пострадавшим от катастрофического землетрясения в городе Мессина. За участие в спасательной операции был награждён командорским крестом ордена Святых Маврикия и Лазаря. 
С 7.05.1913 по 16.07.1917 — комендант Ревельского военного порта (порт Императора Петра Великого). 6 декабря 1916 года произведён в вице-адмиралы. 16 июля 1917 года зачислен в резерв чинов Морского министерства.